# Феолепт II
Феолепт II (греч. Θεόληπτος Β´; XVI век, — 1597 год, Валахия) — патриарх Константинопольский, который занимал пост патриарха на протяжении одного года  (1585—1586).
Предшественником патриарха Феолепта II был патриарх Пахомий II, а его преемником был патриарх Матфей II.

## Биография
Феолепт II был племянником патриарха Митрофана III. Феолепт стал митрополитом Пловдива.
Когда патриарх Пахомий был низложен, Феолепт был назначен на престол 16 февраля 1585 года, и был официально возведен в сан в марте 1585 года патриархами Александрийским и Антиохийским.
В мае 1586 года, в ходе своего путешествия по Молдавии и Валахии, чтобы собрать средства, Никифор, диакон изгнанного патриарха Иеремии, сумел свергнуть его с престола. Никифор стал местоблюстителем престола до апреля 1587 года, когда Иеремия II был переизбран на патриарший престол, хотя он отсутствовал в Стамбуле, пребывая в длительном путешествии по России. Иеремия узнал о своем переизбрании только в 1589 году в Молдавии, когда он возвращался в Стамбул.
Тем временем диакон Никифор продолжал управлять Церковью от имени Иеремии. Срок полномочий Никифора был на короткое время прерван диаконом Дионисием.
После апреля 1587 года синодальное решение помиловало Феолепта и отправило его в Иберию, чтобы собрать деньги для Церкви
Феолепт был последним Патриархом, чья кафедра находилась в церкви Паммакаристы, которая была превращена в мечеть в 1586 году. Патриархат переместился в скромную обитель Пресвятой Богородицы Парамифии, где и пребывал на протяжении одиннадцати лет вплоть до 1597 года.
Патриарх Феолепт II скончался в 1597 году в монастыре Пресвятой Богородицы.